# Саит Ораховац
Саит Ораховац (Подгорица, 24. мај 1909 — Сарајево, 21. новембар 1992) је босанскохерцеговачки, црногорски и југославенски песник и фолклорист.

## Биографија
Од ране младости живи у Сарајеву, где на Филозофском факултету, завршава историју јужнославенских књижевности и српскохрватски језик. Докторирао је 1980. године из области књижевне фолклористике са докторском тезом под називом Културно-историјске, етичке и естетске ознаке муслиманских народних пјесама на Филозофском факултету у Сарајеву, пред комисијом: академик Душан Недељковић, академик Блаже Конески и проф. др. Љубомир Зуковић. Његова дисертација до данас није објављена.
Објавио је око 35 књига од чега 20 збирки поезије и 15 књига из области фолклористике и науке. Био је познат као одличан социјални песник. Његове песме преведене су на руски, бугарски, македонски, словеначки, чешки, пољски, албански, турски, арапски, француски и енглески језик. Његов истраживачки рад преточен је у збирке блага бошњачког народа, те у књиге народних и антифашистичких пјесама бунта и отпора, анегдота и хумора. Посебан допринос дао је у изучавању севдалинки. Проучавао је фолклор и истраживао културну баштину и традицију народа. После ослобођења био кустос Музеја револуције БиХ и у том својству сакупљао архивску, фолклорну и другу грађу из периода Народноослоболилачког рата и народне револуције.
У оквиру научног рада, приредио је Песме о народним херојима, Савремене народне пјесме из борбе и обнове, Партизани у анегдотама, Анегдоте о нашим књижевницима, Ведрине духа, Севдалинке, баладе и романсе Босне и Херцеговине, Песме бунта и отпора', Старе народне песме Муслимана Босне и Херцеговине, Муслиманске народне песме и друге.
Био је члан Друштва писаца БиХ и члан Друштва за обраду фолклора.
Умро је у Сарајеву, 21. новембра 1992. године.
2014. године у Босанском културном центру организована је премијера документарног филма Вихори уздаха – Саит Ораховац 1909−1992. посвећеног овом истакнутом књижевнику.

## Награде
Саит Ораховац добитник је многих награда и ордена:
- 1957. године Награда Друштва писаца Босне и Херцеговине за ђело Сонетна сенчења
- Двадесетседмојулска награда СР Босне и Херцеговине
- Повеља заслужног грађанина Сарајева
- Орден заслуга за народ
- Орден братства и јединства
- Јубиларна плакета СУБНОР-а